# Germán Aceros
Germán Aceros, né le 30 septembre 1938 à Bucaramanga et mort le 29 octobre 2018 à Floridablanca, est un joueur de football international colombien, qui évoluait au poste d'attaquant.

## Biographie

### Carrière en club
Aceros commence sa carrière professionnelle au sein de l'Atlético Bucaramanga, sa ville natale, avant de porter par la suite les couleurs du Deportivo Cali, de l'Independiente Medellin et des Millonarios. Il revient pendant deux saisons au sein de son club formateur avant d'être transféré au Deportivo Pereira puis enfin au Real Cartagena, où une blessure le contraint à mettre un terme à sa carrière en 1971.

### Carrière en sélection
Il figure dans le groupe des sélectionnés lors de la Coupe du monde de 1962 au Chili. Lors du mondial, il joue les trois rencontres du premier tour : contre l'Uruguay, l'URSS et la Yougoslavie. Il inscrit un but contre la sélection soviétique, une rencontre spectaculaire puisqu'elle s'achève sur le score de quatre buts partout.
Il joue également les deux rencontres comptant pour les qualifications de la coupe du monde 1962 ainsi que la Copa América 1963 en Bolivie, où il inscrit deux buts en trois rencontres jouées avec la sélection. Son bilan en équipe nationale est de quatre buts marqués en huit sélections.